# Габа (чай)

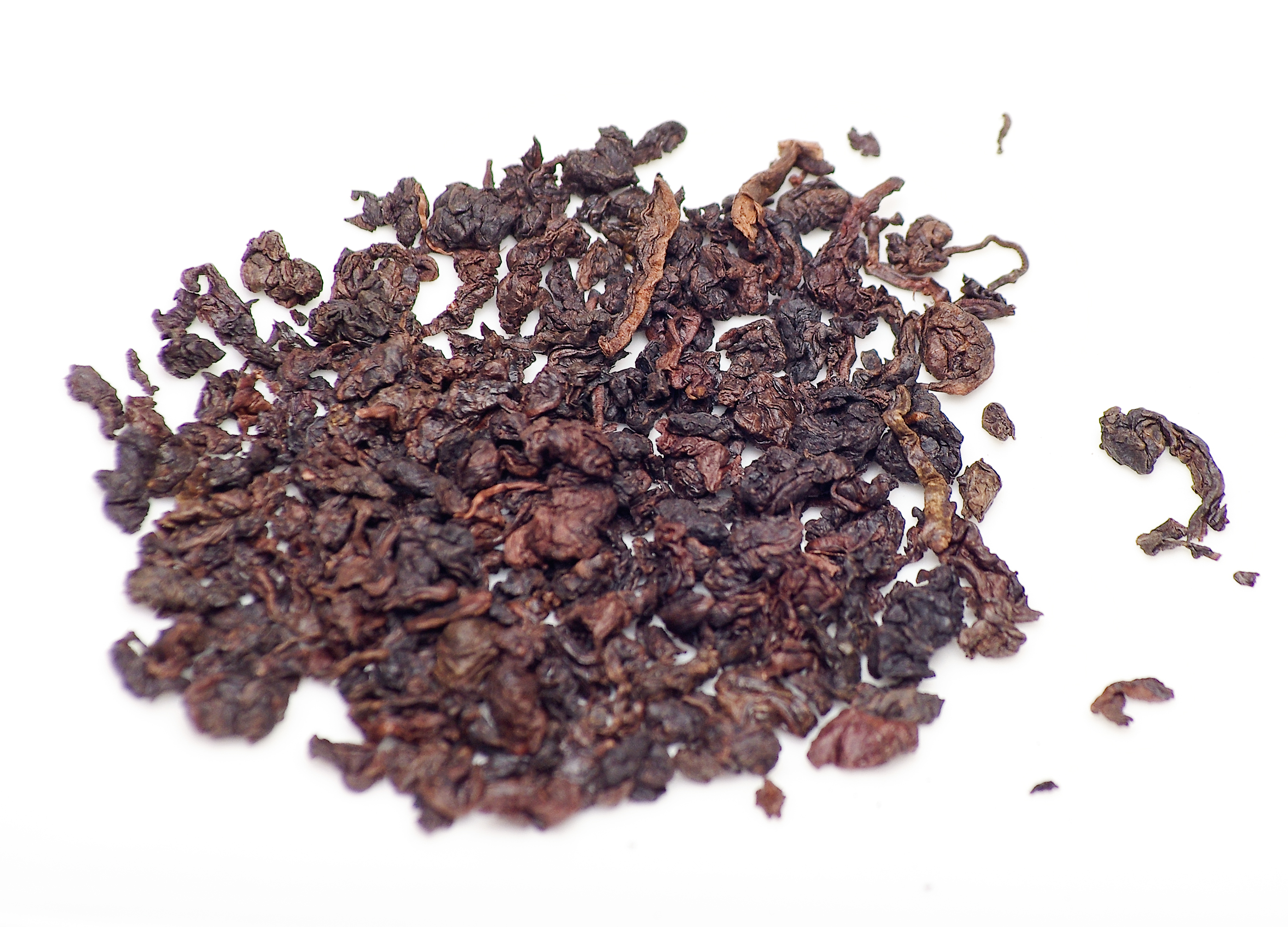
Чай Габа

Чай Габа — чай, прошедший ферментацию в анаэробных условиях (без доступа кислорода), вследствие чего в нём образовалось повышенное содержание гамма-аминомасляной кислоты.

## История возникновения и свойства
Технология изготовления такого чая была разработана в Японии.
В 1984 году профессор Цусида совместно с коллегами из Национального научно-исследовательского института чая (в настоящее время Национальный институт овощей, фруктов и чая) начал эксперименты, направленные на разработку чаёв с повышенным содержанием ГАМК. К 1987 году им удалось разработать новую технологию, при которой в чайном листе почти вся глутаминовая кислота была преобразована в ГАМК, не меняя при этом содержания катехина и кофеина. Было установлено, что большое количество ГАМК накапливается в зелёном чае через 6-10 часов после его ферментации в атмосфере, в которой кислород замещён азотом. В дальнейшем были проведены исследования образования ГАМК при бескислородной (азотной) ферментации не только зелёного чая, но и чёрного (красного) и улуна, было установлено, что ГАМК накапливается во всех видах чая.
Японские учёные проявили большой интерес и внимание к полезным свойствам Габа чая, и в конце 80-х эти чаи начинают активно распространяться в виде коммерческого продукта, рекомендованного для людей с повышенным артериальным давлением. Считалось, что чай стимулирует кровоток в мозге, повышает активность мозга и регулирует обмен веществ. В исследованиях было установлено, что он заметно смягчает симптомы бессонницы и депрессии, нарушения вегетативной нервной системы, а также облегчает болезненные симптомы алкогольной интоксикации.

## Механизм воздействия на организм
Традиционно считалось, что экзогенная ГАМК, поступающая с пищей, не проникает через гемато-энцефалический барьер (ГЭБ). Более современные исследования, не опровергая это предложение, утверждают, что механизм такого действия неясен. Об этом, в частности, свидетельствует обнаружение наличия специфических ГАМК-транспортеров в ГЭБ. Благодаря современным исследованиям, было установлено, что воздействие экзогенной ГАМК, поступающей с пищевыми добавками, на энтеральную нервную систему кишечника стимулирует выработку ГАМК в головном мозге. Это согласуется и с хорошо изученным влиянием микробиоты кишечника на настроение, стресс и возбуждение, а также с данными о широком распространении рецепторов ГАМК по всей ЭНС кишечника.

## Развитие технологии Габа чая
В 90-е годы технология производства Габа чая была перенесена на Тайвань, где она значительно улучшилась, а также улучшились вкусовые и ароматические свойства производимого Габа чая. В 2000-х годах производство Габа чая началось в континентальном Китае, а также в Таиланде и во Вьетнаме.
В России технология бескислородной ферментации была адаптирована для производства травяных чаёв из кипрея. В начале 2020-х годов появились уникальные напитки на базе Иван-чая, созданные в результате творческого развития технологии, основы которой зародились в Японии.